# Gare de Veuxhaulles
La gare de Veuxhaulles-Montigny est une gare ferroviaire française de la ligne de Bricon à Châtillon-sur-Seine. Elle est située à Veuxhaulles-sur-Aube, dans le département de la Côte-d'Or en région Bourgogne-Franche-Comté.
Elle est mise en service en 1866 par la compagnie des chemins de fer de l'Est.

## Situation ferroviaire
Établie à 254 mètres d'altitude, la gare de Veuxhaulles-Montigny, est établie au point kilométrique (PK) 22,726 de la ligne de Bricon à Châtillon-sur-Seine, entre les gares de Latrecey (fermée) et de Courban (fermée).

## Histoire
La gare de Veuxhaulles est mise en service la 1er septembre 1866 par la compagnie des chemins de fer de l'Est, lorsqu'elle ouvre à l'exploitation sa ligne de Châtillon-sur-Seine à Chaumont.

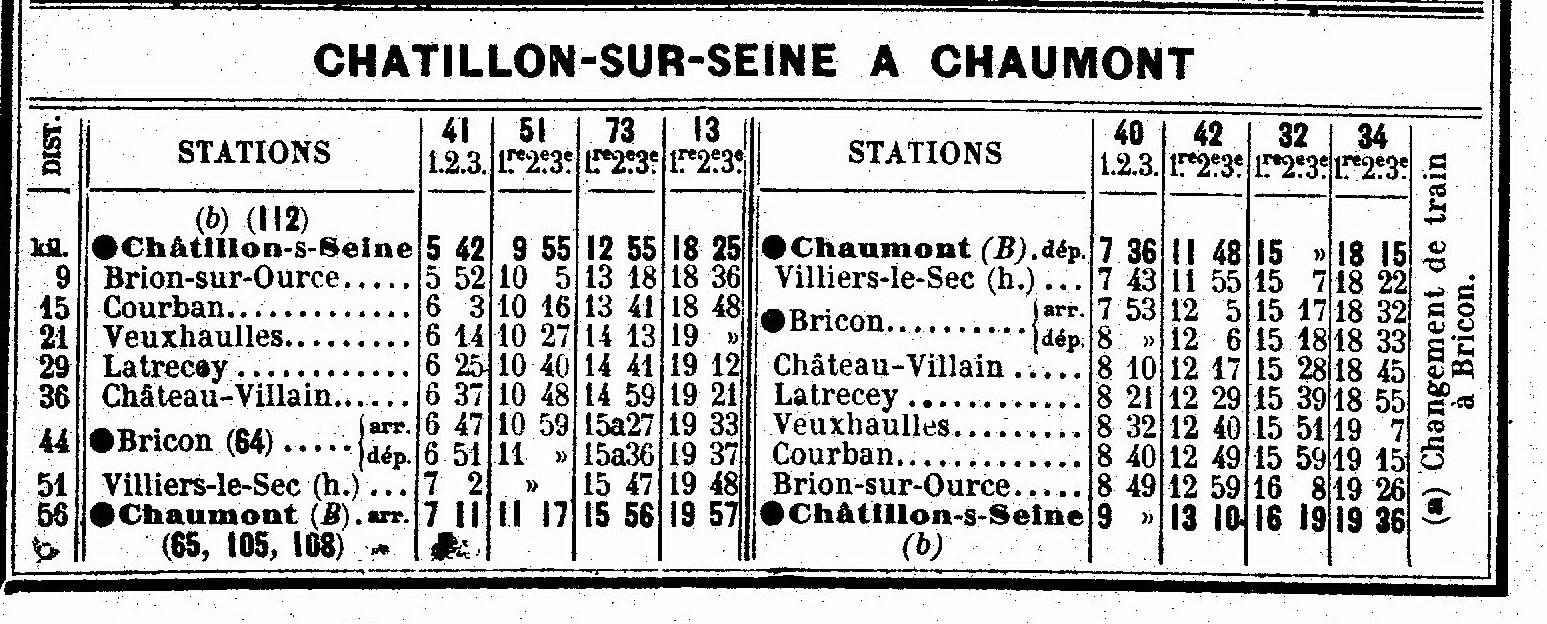
Horaires de la ligne en mai 1914.

## Projet touristique
L'association Rail 52 loue cette gare depuis l'été 2019 dans l'objectif de faire circuler d'abord le vélorail de Minerons en 2024, suivi du train des Forges entre Champagne et Bourgogne en direction de la cité médiévale fortifiée de Châteauvillain en Haute-Marne,.
En 2020, la gare est en restauration et le rez-de-chaussée doit être réaménagé façon 1900.
Fin août 2022 est acquise une locomotive à vapeur 030 T CA04 auprès du Chemin de fer à vapeur des Trois Vallées livrée à Veuxhaulles par camion.
Depuis la gare, le vélorail des Minerons est ouvert le 10 août 2024 en direction de Latrecey (Haute-Marne) jusqu'à la ferme de la Faye dans un premier temps.

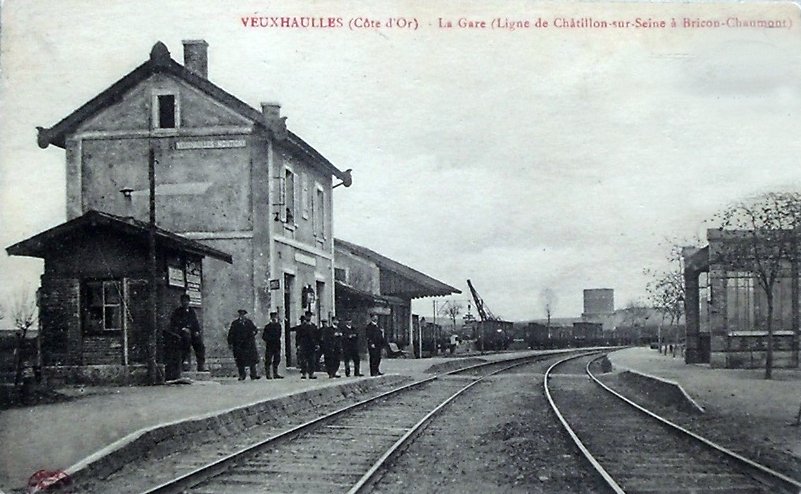
La gare vers 1910-1920.
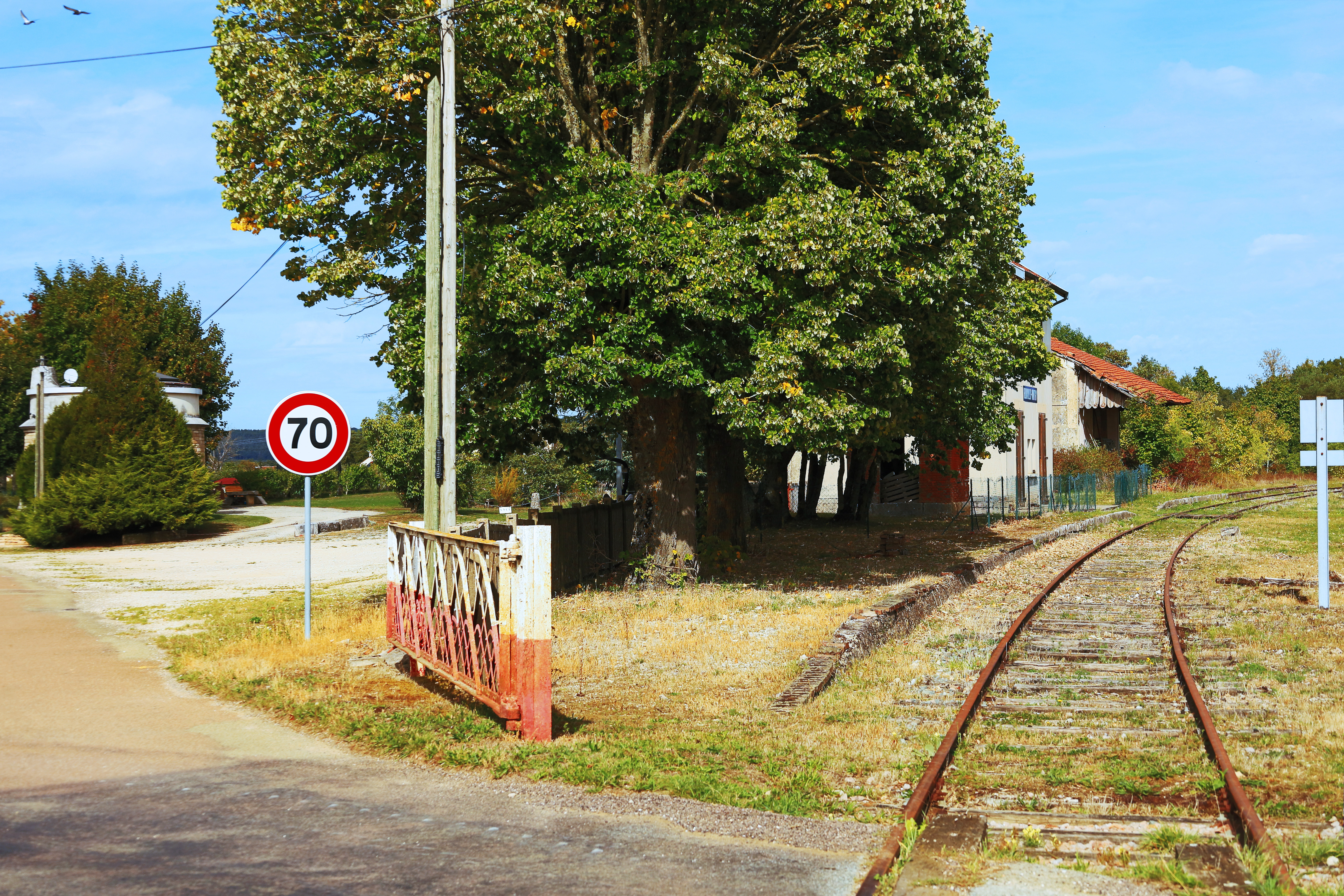
Passage à niveau, rue de Montfluard.
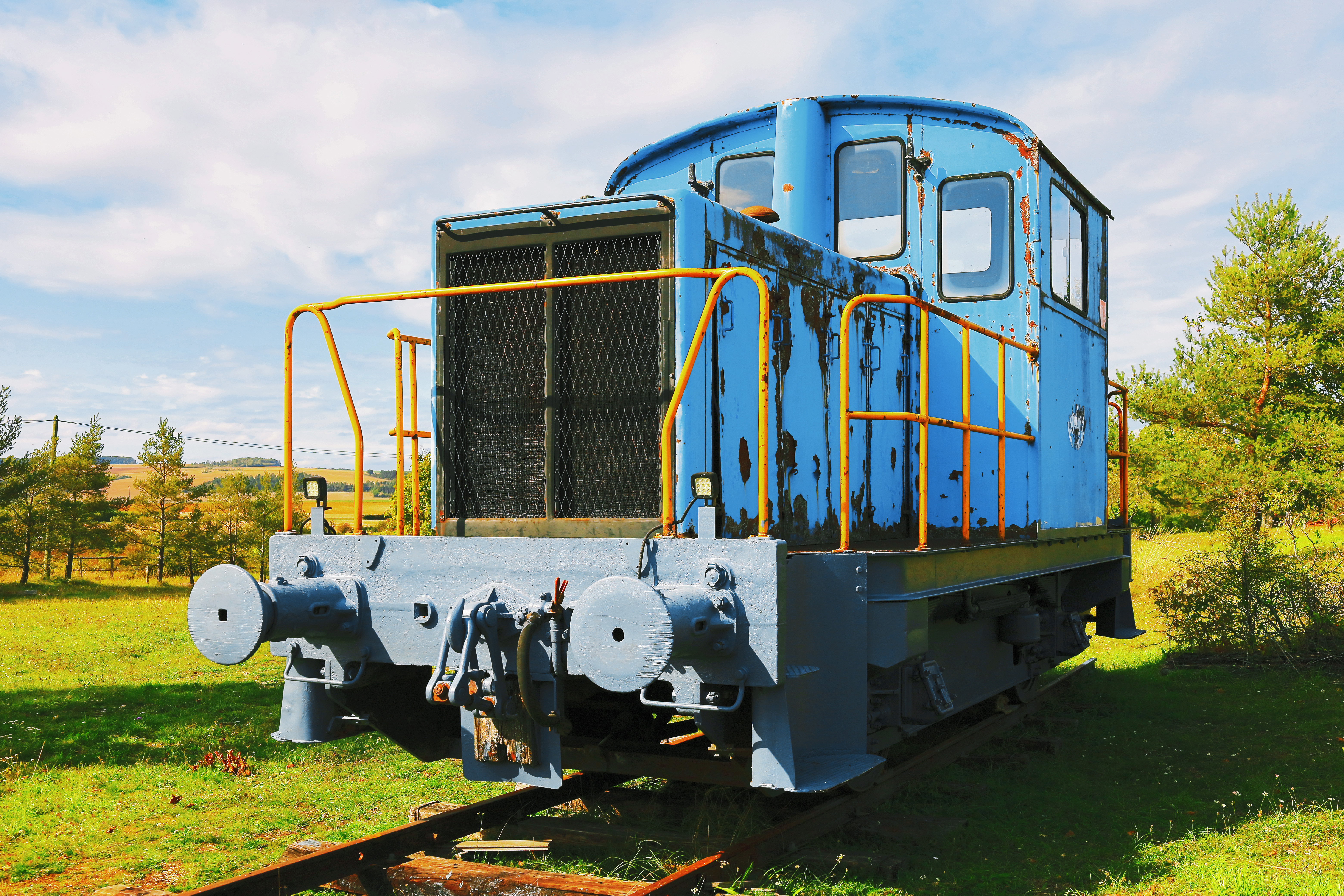
Locotracteur Y 6200 de l'association Rail 52.
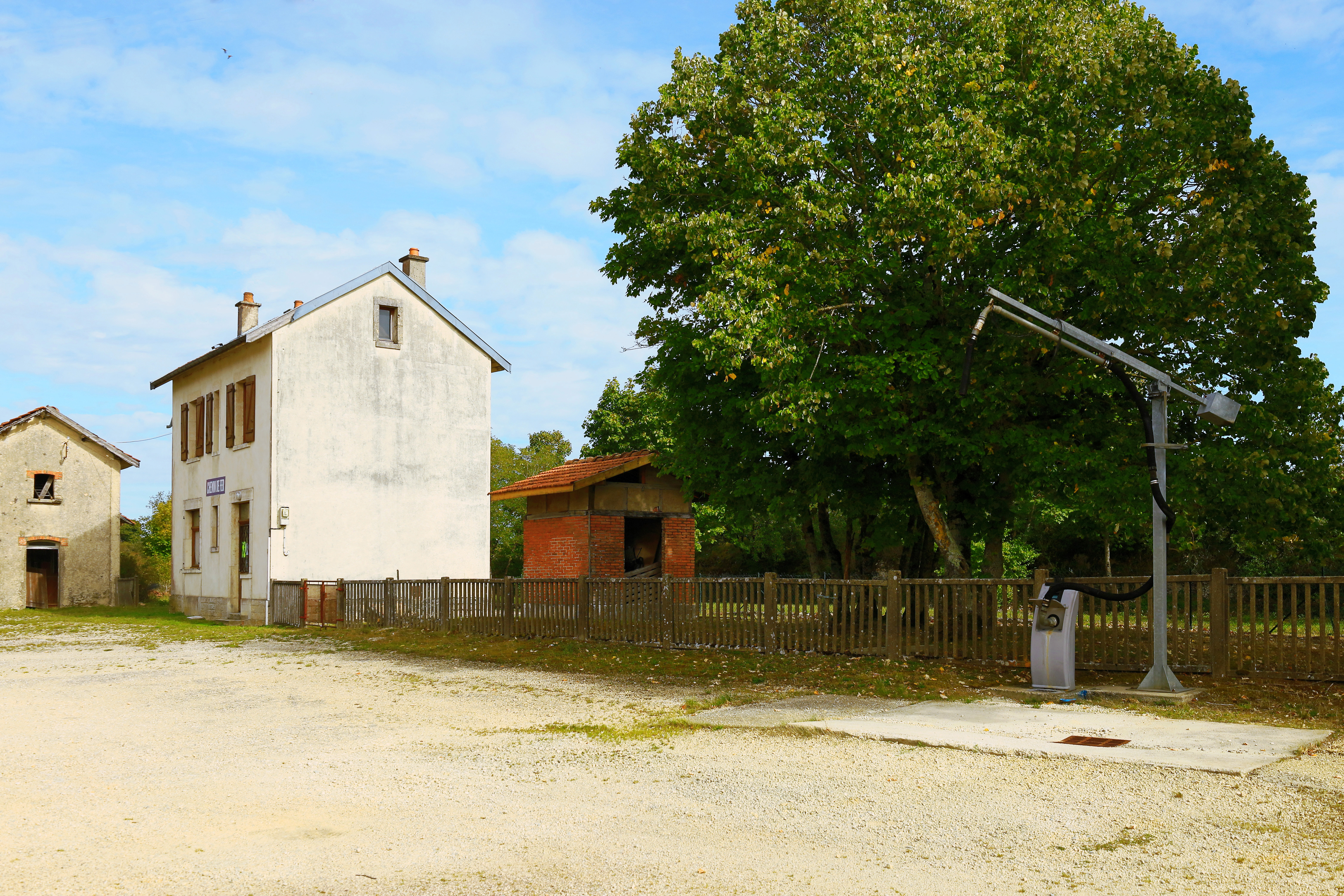
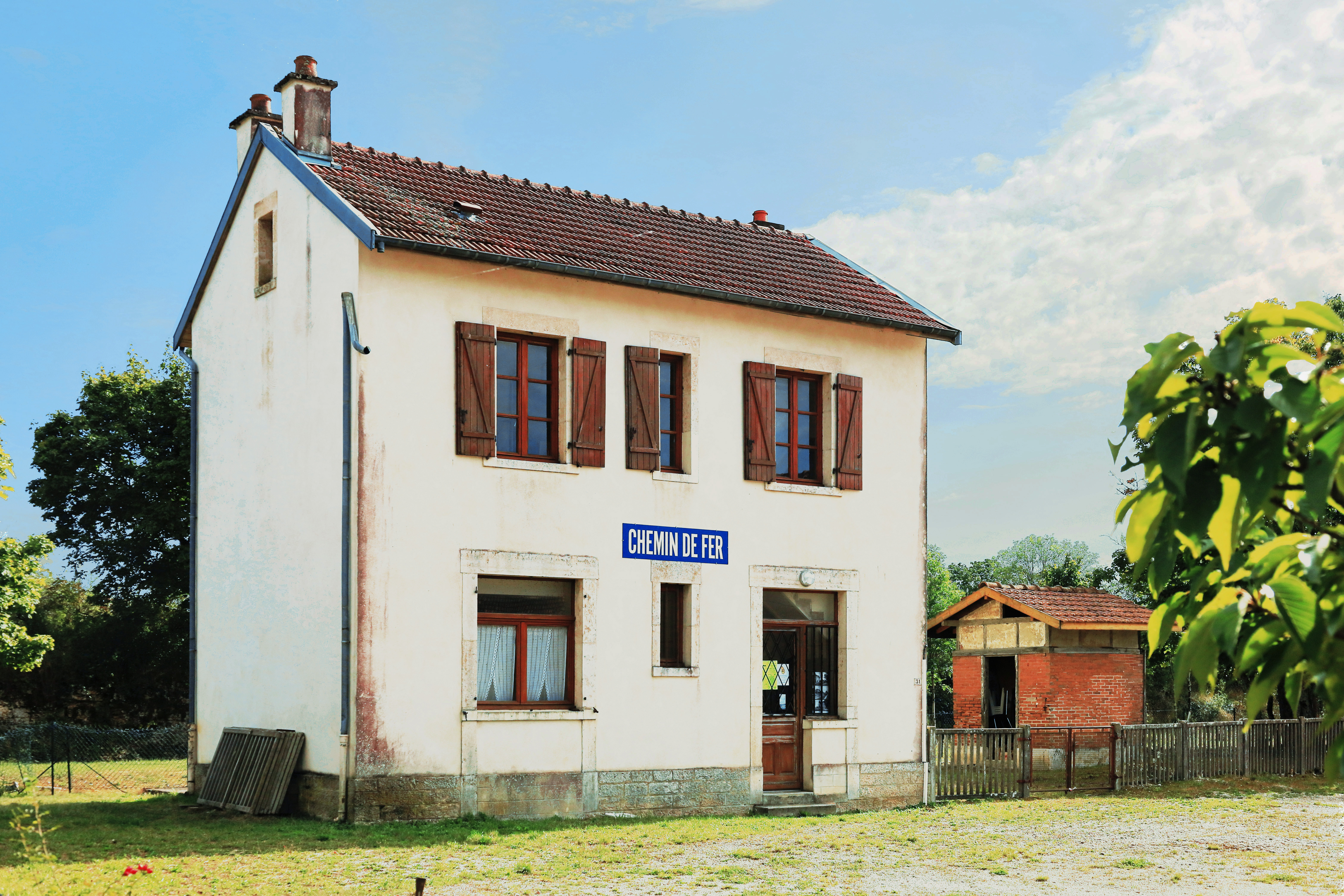
Gare côté cour.
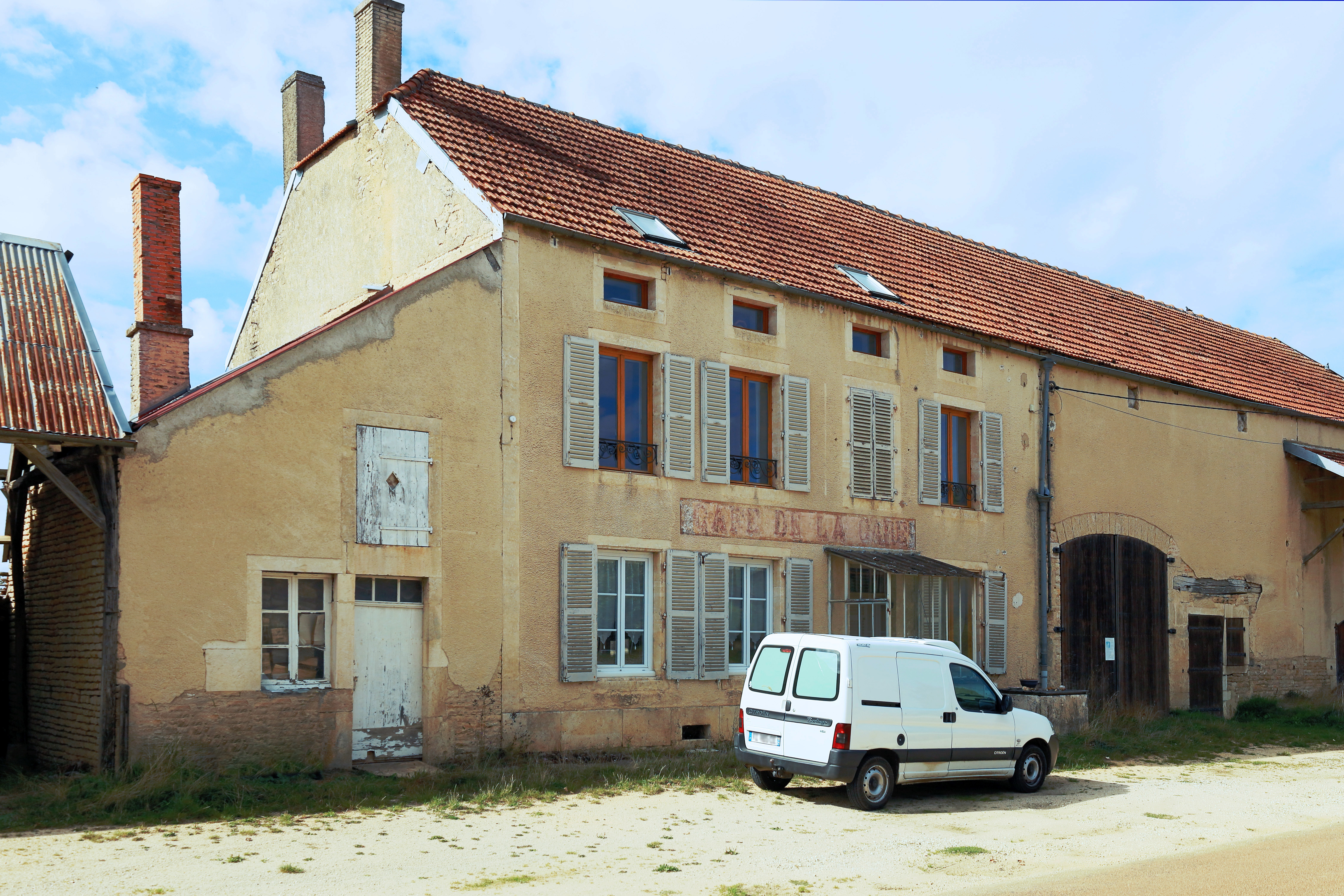
L'ancien café de la gare.